# GlobalGAP
GlobalGAP, auch GlobalG.A.P., Eigenschreibweise GLOBALG.A.P., bis 2007 EurepGAP, ist ein privates, weltweit angewendetes Qualitätssicherungs- und Zertifizierungssystem für die Landwirtschaft und der Name der Organisation, die dieses System definiert und betreibt. Die Abkürzung GAP steht für Good Agricultural Practice (‚gute landwirtschaftliche Praxis‘).
Als „alleinige Management-Plattform“ (Unternehmensführung) von GlobalGAP agiert die Foodplus GmbH, 2025 umfirmiert in Agraya GmbH, mit Sitz in Köln.

## Ziel
GlobalGAP ist vor allem eine Business-to-Business-Initiative. Ihr Hauptziel ist die Verbesserung der Lebensmittelsicherheit durch Einhaltung von Minimalstandards. Der Fokus liegt auf der konventionellen Landwirtschaft, die Weiterverarbeitung spielt nur eine Nebenrolle. Betriebe, die die Standards einhalten, können sich prüfen und zertifizieren lassen. Kern der Zertifizierung ist das Audit von Qualitätsmanagementsystemen. Eigenen Aussagen zufolge sind weitere Ziele von GlobalGAP die Förderung nachhaltiger Produktionsmethoden, eine verantwortungsvolle Nutzung von Wasser und Rücksicht auf das Wohlergehen von Arbeitern und Tieren. Effizientere Produktion, verantwortungsvoller Umgang mit Chemikalien und eine integrierte Schädlingsbekämpfung sollen dazu beitragen. Stand Oktober 2015 können 427 Produkte zertifiziert werden.
Vereinzelt richten sich Aktivitäten von GlobalGAP auch an Verbraucher, so zum Beispiel mittels einer Webseite über Aquakulturen, auf der Konsumenten durch Eingabe einer auf Verpackungen angegebenen GlobalGAP-Nummer (GGN) mehr über den Produzenten erfahren können.

## Organisation und Finanzen
GlobalGAP bezeichnet sich als nicht-gewinnorientierte Organisation. Im Jahr 2011 hatte GlobalGAP 330 Mitglieder, davon 180 Lebensmittelproduzenten, knapp 50 große Unternehmen des Lebensmittelhandels und des Foodservice-Sektors und 108 assoziierte Mitglieder. Unter den Produzenten sind vor allem Betriebe aus dem Anbau von Feldfrüchten und Obst, ca. 20 % betreiben Aquakultur, 8 % Viehhaltung. Die meisten Mitglieder sind in Europa ansässig.
Ein Lenkungskreis, der aus je fünf gewählten Vertretern des Lebensmittelhandels und der Produzenten besteht, gibt die strategischen Richtlinien vor, trifft grundsätzliche Entscheidungen und segnet den Finanzplan ab. Bei Entscheidungen bindet er in einem Konsultationsverfahren sogenannte technische Komitees und Komitees der beteiligten Interessengruppen ein. Die drei technischen Komitees zu den Produktgruppen Pflanzen, Aquakultur und landwirtschaftliche Nutztiere entscheiden über branchen- und produktspezifische Fragen. Auch in ihnen sind je zur Hälfte Erzeuger und Händler vertreten. Insgesamt verfolgt GlobalGAP das Ziel einer Partnerschaft zwischen Händlern und Produzenten. Da die Produzentenseite jedoch heterogen auf verschiedene Produktgruppen verteilt ist, sieht zum Beispiel eine Fallstudie der Europäischen Kommission die Händlerseite in einer dominanteren Position.
Für die operativen Geschäfte, die Umsetzung der Standards und die Unterstützung von Lenkungskreis und Komitees ist als Sekretariat die Foodplus GmbH mit Sitz in Köln (2014: 27 Mitarbeiter) verantwortlich. Es handelt sich hierbei um eine alleinige Tochtergesellschaft der EHI-Verwaltungsgesellschaft mbH des EHI Retail Institutes, eines Forschungs- und Bildungsinstituts für den Handel. Die Foodplus GmbH ihrerseits unterhält eine hundertprozentige Beteiligung zur Vertretung ihrer Interessen in den USA, die GlobalG.A.P. North America, Inc.
Im Jahr 2013 belief sich der Umsatz von GlobalGAP auf etwa 5 Millionen Euro. Haupteinnahmen sind Registrierungsgebühren von Produzenten (2013: 46,4 %) und Zertifizierungsgebühren (2013: 33,6 %). Hinzu kommen unter anderem Mitgliedsgebühren (2013 etwa 12 %) sowie Einnahmen aus Veranstaltungen und Schulungen. Die Ausgaben verteilen sich in der Reihenfolge auf Aktivitäten zum Einbinden der verschiedenen Interessengruppen, Integritäts- und Benchmarkingmaßnahmen, Effizienzmaßnahmen und Partnerschaftsaktivitäten. Die Mitgliedsgebühren betrugen 2006 zwischen 1550 und 3600 Euro.

## Geschichte
Zu Beginn der 1990er Jahre führten verschiedene europäische Supermarktketten ihre jeweils eigenen Integrierten Erntemanagement-Systeme ein, um Kunden mit Präferenzen für nachhaltige Produkte zu erreichen, ohne in den damaligen Nischenmarkt der Bioprodukte einsteigen zu müssen. Dadurch mussten aber Lebensmittelhersteller an vielen verschiedenen Audits teilnehmen. Um hier Abhilfe zu schaffen, wurde 1997 von Einzelhändlern der Euro-Retailer Produce Working Group (EUREP) ein einheitlicher Standard unter dem Namen EurepGAP in Europa gegründet. Da in den folgenden Jahren immer mehr Unternehmen auch außerhalb Europas teilnahmen, wurde der Name 2007 in GlobalGAP geändert.
Bis zum Jahr 2008 sind 71.125 Zertifikate nach GlobalGAP ausgestellt worden, davon knapp 80 % in Europa (etwa 10 % in Deutschland). Damit handelte es sich um das drittgrößte Zertifizierungssystem, nach ISO 9001 und Q&S.
Bis 2014 wurde GlobalGAP in mehr als 110 Ländern anerkannt und es wurden ca. 139.000 Zertifikate ausgestellt. Um den GlobalGAP-Standard in der Schweiz einzuführen und umzusetzen, wurde der Verein SwissGAP gegründet.
Im Jahr 2025 benannte sich das den Standard managende Unternehmen, die Foodplus GmbH, in Agraya GmbH um.

## Standards und Zertifizierung
GlobalGAP definiert Standards für Produkte aus den Gruppen Obst und Gemüse, Viehhaltung, Blumenproduktion, Aquakultur. Die Standards umfassen im Wesentlichen die landwirtschaftliche Produktionsstufe bis hin zum unverarbeiteten Produkt. Hinzu kommen Kriterien für Saat- und Pflanzgut, zur Futtermittelproduktion und Rückverfolgbarkeit bei der Weiterverarbeitung und entlang der Lieferkette.
Der Standard, Integrated Farm Assurance (IFA) genannt, besteht aus einer Reihe von Teilstandards:
- Allgemeine Bestimmungen legen die Kriterien fest, wann eine Umsetzung der Kriterien als erfolgreich gilt, sie enthalten Rahmenbedingungen für die Prüfung und Regulierung des Standards.
- Kontrollpunkte und Erfüllungskriterien (Control Points and Compliance Criteria, CPCC) bauen auf den Hazard Analysis and Critical Control Points (HACCP) auf und definieren für verschiedene Bereiche Anforderungen, die eingehalten werden müssen. Diese sind wiederum unterteilt in
  - Kriterien für den Gesamtbetrieb,
  - Basiskriterien für Produktgruppen Pflanzen, landwirtschaftliche Nutztiere und Aquakultur und
  - spezielle Kriterien für einzelne Produktarten, wie etwa Obst- und Gemüse, Tee, Schweine oder Geflügel,
  - Kriterien für Transport und Rückverfolgbarkeit, Mischfutterherstellung, Saat- und Pflanzgut,
  - freiwillige soziale Kriterien (Risk Assessment on Social Practice, GRASP), die zusammen mit der Deutschen Gesellschaft für Technische Zusammenarbeit und einigen Supermarktketten entwickelt wurden und in nationalen Standards ausgearbeitet sind.[17]

Von 234 Kontrollpunkten befassen sich 117 mit Lebensmittelsicherheit, 50 mit der Umwelt, 46 mit Rückverfolgbarkeit und 21 mit dem Wohlergehen von Arbeitern. Bei den Kriterien kann es sich um wichtige oder untergeordnete Muss-Kriterien oder Empfehlungen handeln.
Die Standards werden alle vier Jahre einer Revision unterzogen. Während Kriterien zu Rechenschaftspflichten, Inspektionen und Hygiene tendenziell verschärft wurden, wurden Umwelt- und Sozialstandards eher abgeschwächt.
Die Prüfung und Zertifizierung erfolgt über von GlobalGAP akkreditierte Zertifizierungsinstitutionen, die auch nach ISO-Standard 65/EN 45011 akkreditiert sind. Es gab 2014 insgesamt 141 Zertifizierungsstellen mit 1600 Inspektoren und Auditoren. Inspektionen erfolgen jährlich, hinzu können unangekündigte Prüfungen kommen. Zertifizierungskosten werden von den Zertifizierern festgelegt. Schätzungen zufolge lagen 2006 die Kosten einer Zertifizierung zwischen 1.000 und 50.000 Euro.
Über ein Benchmarking-System können andere, nationale Standards als gleichwertig anerkannt werden.
Seit 2020 gibt es einen Standard, der die Arbeitssicherheit und Gesundheit von Farmarbeitern gewährleisten soll, das Global G.A.P. Risk Assessment on Social Practices (GRASP).

## Produktkennzeichnung

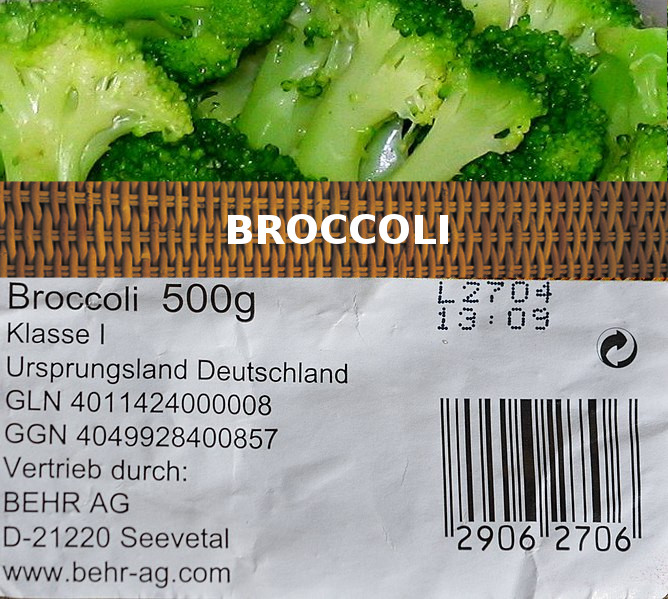
Brokkoli-Etikett mit GlobalGAP-Nummer („GGN“) und Global-Location-Nummer („GLN“)

Zertifizierte Produkte können mit einer Nummer des Erzeugers, der GlobalGAP-Nummer (GGN), oder einer Nummer der Packstelle, der Global Location Nummer (GLN), gekennzeichnet werden. In einer Datenbank kann der Zertifizierungsstatus des Unternehmens und Produktes überprüft werden. In manchen Fällen sind auch zusätzliche Details zum Produzenten verfügbar, wenn er die Veröffentlichung dieser Daten freigegeben hat. Die Kennzeichnung kann der Identifizierung und Rückverfolgbarkeit belasteter Lebensmittelchargen dienen.

## Wirkungen
GlobalGAP berücksichtigt vor allem Minimal-Standards, also im wesentlich die gesetzlich vorgeschriebenen. Die Audits bieten eine zusätzliche private Kontrolle und können damit eine lückenhafte staatliche Kontrolle ergänzen.

### Produzenten und Handel
Für Einzelhändler bedeutet die Belieferung durch GlobalGAP-zertifizierte Produzenten ein geringeres Risiko von Lebensmittelskandalen. Produzenten haben den Vorteil, dass sie nicht einzelne, händlerspezifische Standards erfüllen und an entsprechenden Audits teilnehmen müssen, sondern über einen Audit die Voraussetzungen verschiedener Lebensmittelhändler nachweisen können. Der Standard kann Produzenten bei Einhaltung gesetzlicher Bestimmungen und der Einführung von Praktiken integrierter Landwirtschaft helfen. Einzelne Untersuchungen ergaben jedoch, dass die Kosten für die Zertifizierung die Effizienzgewinne aus der Einführung von GlobalGAP überwogen.
Die Teilnahme von Produzenten an einer GlobalGAP-Zertifizierung ist zwar grundsätzlich freiwillig, allerdings verlangen viele Handelsunternehmen inzwischen eine Zertifizierung. Dies kann wegen der mit der Zertifizierung verbundenen Aufwände und Kosten eine Markteintrittsbarriere darstellen, besonders für kleinere Produzenten und Produzenten aus Entwicklungsländern.

### Nachhaltigkeit
Anders als viele andere private Qualitäts- und Sicherheitsstandards aus dem Lebensmittelbereich berücksichtigt GlobalGAP einige Umwelt- und Sozialkriterien. Die Umwelt- und Sozialstandards werden aber eher als schwach angesehen. Hier besteht ein Zielkonflikt zwischen Zugänglichkeit und Kosten auf der einen und hohen Umwelt- und Sozialkriterien auf der anderen Seite.
Der WWF hat im Jahr 2008 die GlobalGAP-Standards zur Wassernutzung als nicht ausreichend bezeichnet. So würden sie zum Beispiel in Spanien nicht die Bewässerung aus illegal gebohrten Brunnen verhindern. Der WWF forderte eine entsprechende Ergänzung der GlobalGAP-Standards. Die TAZ kritisiert, dass GlobalGAP-Standards Ausbeutung in der Landwirtschaft nicht verhindern.
Greenpeace sieht den GlobalGAP-Standard für Aquakulturen nicht als nachhaltig an. Zwar sei der Standard unabhängig, gut dokumentiert, auch kleinen Betrieben zugänglich und schließe genetisch modifizierten Fisch und Wildfang aus, aber es gebe erhebliche Lücken in den Umweltkriterien und soziale Kriterien hätten nur Empfehlungscharakter, zudem sei die Transparenz und Einbindung verschiedener Interessengruppen schlecht.

### Arbeitnehmer
Die Christliche Initiative Romero (CIR) untersuchte Zertifikate und Siegel aus der Lebensmittel- und Textilbranche und prüfte, inwieweit sie die Arbeitsbedingungen verbesserten. CIR bemängelte bei GlobalGAP unzureichende soziale und ökologische Kriterien, zum Beispiel fehlten Standards für existenzsichernde Löhne oder fairen Einkauf. Die Einhaltung von Empfehlungen, Menschenrechte sorgfältig einzuhalten, würden nicht ausreichend geprüft. Information aus unabhängigen Quellen über mögliches Fehlverhalten erreiche die Zertifizierer nicht. Die taz berichtete von katastrophalen Verhältnissen bei einigen zertifizierten Produzenten.

### Sonstiges
Die Anforderungen von GlobalGAP waren Ausgangspunkt für die des Lebensmittelstandards UTZ Certified. Sie wurden in UTZ modifiziert, um sie besser in der kleinbäuerlichen Landwirtschaft anwenden zu können: Dokumentationsanforderungen und Sprache wurden vereinfacht, die Anforderungen wurden differenziert danach, ob sie durch Gruppen oder einzelne Landwirte erfüllt werden können. UTZ strebt eine höhere Markttransparenz an, indem die Produzenten die durchschnittlichen Prämien erfahren, die Händler für zertifizierte Produkte zusätzlich zahlen.